# Королева викингов
«Королева викингов» (англ. The Viking Queen) — британский приключенческий фильм 1967 года, снятый режиссёром Доном Чеффи.

## Сюжет
Британия. I век. Римская империя завоёвывает Британию. Маленькими королевствами на острове управляют небольшие группы офицеров, под командованием которых находятся сорок тысяч римских солдат, мечтающих вернуться в Италию. Умирающий царь иценов Приам назначает приемником свою дочь Салину, которая после его смерти должна править царством вместе с наместником и полководцем Юстинианом. Верховный жрец друидов Мэлган, который жил в шатком мире с римлянами, приходит в ярость от такого союза. Вскоре Салина и Юстиниан влюбляются друг в друга, но жаждущий власти над своим народом верховный жрец Мэлган отказывает им в браке. Ицены, недовольные правлением наместника Юстиниана, находят соратников в рядах римлян и совместно готовят против него заговор, последствия которого могут привести к новой войне на острове…

## В ролях
- Дон Мюррей — Юстиниан
- Карита Ярвинен — Салина
- Дональд Хьюстон — Мэлган, верховный жрец
- Эндрю Кейр — Октавиан
- Адриенн Корри — Беатрис
- Найл Макгиннис — тиберианец
- Уилфрид Лоусон — царь Приам
- Никола Паджетт — Талия
- Перси Херберт — Котус
- Патрик Траутон — Тристрам
- Шон Кэффри — Фергус
- Денис Шоу — Осирис
- Филип О’Филинн — торговец
- Брендан Мэтьюз — Найджел
- Джерри Александр — Фабиан
- Патрик Гардинер — Бенедикт
- Пол Мерфи — Далон, сын Мэлгана
- Артур О’Салливан — старик из налоговой инспекции
- Сесил Шеридан — владелец лавки на собрании протеста
- Анна Манахан — жена лавочника
- Нита Лоррейн — нубийка-рабыня

## Съёмочная группа
- Режиссёр: Дон Чеффи
- Продюсер: Джон Темпл-Смит
- Сценаристы: Кларк Рейнольдс, Джон Темпл-Смит
- Оператор: Стивен Дейд
- Композитор: Гэри Хьюз